# Liste der Ober- und Mittelzentren in Niedersachsen
Die Liste der Ober- und Mittelzentren in Niedersachsen listet alle Oberzentren, Mittelzentren und Mittelzentren mit oberzentralen Teilfunktionen in Niedersachsen auf. Grundlage ist das niedersächsische Landesraumordnungsprogramm (LROP).

## Oberzentren
| Zentrum       | Landkreis            |
| ------------- | -------------------- |
| Braunschweig  | Kreisfreie Stadt     |
| Celle         | Landkreis Celle      |
| Göttingen     | Landkreis Göttingen  |
| Hannover      | Region Hannover      |
| Hildesheim    | Landkreis Hildesheim |
| Lüneburg      | Landkreis Lüneburg   |
| Oldenburg     | Kreisfreie Stadt     |
| Osnabrück     | Kreisfreie Stadt     |
| Salzgitter    | Kreisfreie Stadt     |
| Wilhelmshaven | Kreisfreie Stadt     |
| Wolfsburg     | Kreisfreie Stadt     |

## Mittelzentren mit oberzentralen Teilfunktionen
| Zentrum | Landkreis                     |
| --- | ----------------------------- |
| Emden | Kreisfreie Stadt              |
| Lingen (Ems)                                                                                               | Landkreis Emsland             |
| Nordhorn                                                                                                   | Landkreis Grafschaft Bentheim |
| Delmenhorst                                                                                                | Kreisfreie Stadt              |
| Hameln | Landkreis Hameln-Pyrmont      |
| Langenhagen                                                                                                | Region Hannover               |
| Bad Harzburg–Clausthal-Zellerfeld–Goslar–Seesen (mittelzentraler Verbund mit oberzentralen Teilfunktionen) | Landkreis Goslar              |

## Mittelzentren
| Zentrum                   | Landkreis         |
| ------------------------- | ----------------- |
| Bad Zwischenahn           | Ammerland         |
| Rastede                   | Ammerland         |
| Westerstede               | Ammerland         |
| Aurich                    | Aurich            |
| Norden                    | Aurich            |
| Cloppenburg               | Cloppenburg       |
| Friesoythe                | Cloppenburg       |
| Cuxhaven                  | Cuxhaven          |
| Hemmoor                   | Cuxhaven          |
| Diepholz                  | Diepholz          |
| Stuhr                     | Diepholz          |
| Sulingen                  | Diepholz          |
| Syke                      | Diepholz          |
| Meppen                    | Emsland           |
| Papenburg                 | Emsland           |
| Jever                     | Friesland         |
| Varel                     | Friesland         |
| Gifhorn                   | Gifhorn           |
| Wittingen                 | Gifhorn           |
| Duderstadt                | Göttingen         |
| Hann. Münden              | Göttingen         |
| Osterode am Harz          | Göttingen         |
| Bad Pyrmont               | Hameln-Pyrmont    |
| Barsinghausen             | Region Hannover   |
| Burgdorf                  | Region Hannover   |
| Burgwedel                 | Region Hannover   |
| Garbsen                   | Region Hannover   |
| Laatzen                   | Region Hannover   |
| Lehrte                    | Region Hannover   |
| Neustadt am Rübenberge    | Region Hannover   |
| Springe                   | Region Hannover   |
| Wunstorf                  | Region Hannover   |
| Buchholz in der Nordheide | Harburg           |
| Seevetal                  | Harburg           |
| Winsen (Luhe)             | Harburg           |
| Munster                   | Heidekreis        |
| Soltau                    | Heidekreis        |
| Walsrode                  | Heidekreis        |
| Helmstedt                 | Helmstedt         |
| Alfeld (Leine)            | Hildesheim        |
| Sarstedt                  | Hildesheim        |
| Holzminden                | Holzminden        |
| Leer                      | Leer              |
| Lüchow (Wendland)         | Lüchow-Dannenberg |
| Nienburg/Weser            | Nienburg/Weser    |
| Bad Gandersheim           | Northeim          |
| Einbeck                   | Northeim          |
| Northeim                  | Northeim          |
| Uslar                     | Northeim          |
| Wildeshausen              | Oldenburg         |
| Bramsche                  | Osnabrück         |
| Georgsmarienhütte         | Osnabrück         |
| Melle                     | Osnabrück         |
| Quakenbrück               | Osnabrück         |
| Osterholz-Scharmbeck      | Osterholz         |
| Peine                     | Peine             |
| Bremervörde               | Rotenburg (Wümme) |
| Rotenburg (Wümme)         | Rotenburg (Wümme) |
| Zeven                     | Rotenburg (Wümme) |
| Bad Nenndorf              | Schaumburg        |
| Bückeburg                 | Schaumburg        |
| Rinteln                   | Schaumburg        |
| Stadthagen                | Schaumburg        |
| Buxtehude                 | Stade             |
| Stade                     | Stade             |
| Uelzen                    | Uelzen            |
| Lohne (Oldenburg)         | Vechta            |
| Vechta                    | Vechta            |
| Achim                     | Verden            |
| Verden (Aller)            | Verden            |
| Brake (Unterweser)        | Wesermarsch       |
| Nordenham                 | Wesermarsch       |
| Wittmund                  | Wittmund          |
| Wolfenbüttel              | Wolfenbüttel      |

## Belege
- Niedersächsisches Ministerium für Ernährung, Landwirtschaft und Verbraucherschutz: Landes-Raumordnungsprogramm Niedersachsen 2017 (zuletzt 2022 geändert).